# Muzej Mimara
Muzej Mimara nastao je donacijom svjetski poznatog skupljača umjetnina Ante Topića Mimare i njegove supruge Wiltrude Mimare koji je otvoren za javnost 1987. godine na Rooseveltovom trgu u Zagrebu. Puno je ime muzeja: Javna ustanova "Zbirka umjetnina Ante i Wiltrude Topić Mimara", ali statut muzeja dopušta uporabu kraćeg oblika imena: Muzej Mimara. Ondje se nalazi više od 3750 umjetnina velike raznolikosti i iznimne umjetničke vrijednosti, od antike i staroegipatskih predmeta do slika velikih majstora – Rafaela, Velasqueza, Rubensa i Rembrandta. Danas je Mimara glavni zagrebački muzej. Zbirka stakla izuzetna je cjelina umjetničkih vrijednosti staklarskog obrta. Kroz više od 300 izloženih primjeraka prati razvojni put o drevnog Egipta i Rimskog Carstva do poznatih venecijanskih i drugih europskih radionica. Zbirka umjetnina Dalekog Istoka sadrži predmete od rijetkih materijala poput žada, laka i roga nosoroga. Muzej posjeduje bogatu stručnu knjižnicu s 5400 naslova. Stalni postav oblikovan kao kronološko nizanje povijesno-stilskih razdoblja. Redovito se organiziraju tematske i studijske izložbe, te ekspertize i povremene edukativne igraonice / radionice.  
Muzej se nalazi u zgradi Donjogradske gimnazije. 

## Vanjske poveznice
- Muzej Mimara  Arhivirana inačica izvorne stranice od 19. listopada 2015. (Wayback Machine), službene stranice muzeja
- Helena Zorčić, Obnovljen stalni postav slikarstva Muzeja Mimara, Informatica Museologica, Vol. 27, No. 1–2, rujan 1997.